# Destroyself
Destroyself je děčínská thrash – dirty rock and roll kapela.
Vznik Destroyself se datuje do období 1993–1994. Z původní sestavy zůstává do dnešních dnů pouze kytarista a zakládající člen Michal T. Tomášek.

## Historie
V roce 1995 dosedá na post bubeníka Josef Pepíno Štrůdl a dělá tak tlustou čáru za předchozím působením jeho kolegy Jirky Číže. Rok poté vychází žlutá kazeta "Destroy my self", která je vůbec první nahrávkou této nové formace. Tomáš Wilík Kotvald je v té době nejen frontmanem kapely, ale také mladým, perspektivním a oblíbeným krotitelem skateboardu. Díky tomu se kapela začne kromě punkových akcí účastnit také koncertů na skejtových závodech. Za přispění těchto okolností si hudba, kterou chlapci produkují, vyslouží nálepku "skate-punk". Nicméně, v roce 1998 frontman Wilík kapelu nadobro opouští.
Začátkem roku 1999 spatří světlo světa v pořadí druhé demo "Welcome to our world". Kapela i nadále koncertuje převážně na domácí klubové scéně a vystupuje po boku kapel více i méně známých.
Dostáváme se tak do roku 2001. Koncem tohoto dramatického roku se ve studiu Macac v Ústí nad Labem po pěti dnech rodí debutové album "Kontrolujou". V témže roce se skladba "Úterý", pocházející z tohoto alba, objevuje na skate-snow videu "CZ vs US", které je z dílny DHC Production.
S rokem 2002 přišly nabídky na koncerty, mnoho práce bylo s dokončením debutového CD "Kontrolujou", které nakonec vyšlo v červenci. Křest proběhl v havlíčkobrodském klubu Roxor, menší akce se uskutečnila na domácích prknech, v děčínském minilokále Barabüzna. Tam došlo i k prvním vážnějším rozepřím uvnitř kapely.
V zimě 2002–2003 se ozval David Horváth kvůli spolupráci na novém snowboardovém filmu "DHC – Cz. vs. USA", na kterém se hudebně podíleli ještě Wohnout, nebo Krucipüsk. Výsledkem bylo umístění našich dvou písní – Neregistrovaný rokenrol a Ice Té – jak na samotné video tak na přiložené CD. Jaro 2003 probíhá ve znamení příprav na rokenrolové EP s pracovním názvem "Galactic Punk Cowboys", ale osobní spory natolik ztěžují práci, že k vydání nedojde a Kamil v polovině června Destroyself dobrovolně opouští.
V srpnu přichází nový basák – Lojza Bělota a kapela pokračuje tam, kde na jaře přestala – nácvikem rokenrolového EP. K natáčení došlo o Vánocích 2003, kdy se nahrály bicí, a v lednu 2004 se dotočil zbytek. EP dostalo název "Deštivá ulice" a pro Destroyself má jeden zásadní psychologický význam : jedná se o hmotný důkaz, že desku si dokážeme kvalitně obstarat svépomocí, bez placení drahých služeb. Skladba písniček, natáčení, počítačový mastering, grafická úprava a výroba – to vše dovedeme buď sami, nebo "with a little help of our friends".
Jaro 2004 tudíž proběhlo ve znamení koncertů a horečných příprav na regulérní dlouhohrající CD, které jsme natočili ve dnech 23. července – 5. srpna. A bylo to opět svépomocí, hezky pěkně systémem DYI. Jenže ne už starou analogovou technikou, naše homestudio se během jara 2004 plně digitalizovalo a na kvalitě zvuku je to k naší radosti hodně znát.
Podzim a zimu 2005 jsme proválčili hnedle na třech "frontách" – koncertováním, mixáží a výrobou desky (oficiálně vyšla 12. března 2005 opět u Cecek records) a v neposlední řadě také zkoušením nových písniček. No, i když nových…. Jsou to kavry legendární kapely první půle devadesátých let – skupiny 4 Promile. Již nacvičené kousky průběžně zařazujeme do koncertních setů a musíme říci, že mají slušný ohlas. Ba, někteří pamětníci originálu za námi po koncertech chodí a děkují… Natáčení tributové desky s pracovním názvem "Destroyself hrají 4 Promile" se stane skutečností pravděpodobně opět v létě.

## Současná sestava
- Michal Tomášek – MTT – kytara, zpěv
- Josef "Štrůdl" Sladkovský – Pepíno – bicí
- Martin Kales – Kalda – basa

## Bývalí členové
- Kamil Repeš – zpěv, basa
- Lojza Bělota – basa
- Sabina Křováková – zpěv
- Jirka Číž – bicí
- Tomáš Wilík Kotvald - zpěv

## Diskografie
- Destroy my self – (MC, 1995)
- Welcome to our world – (MC, 1998)
- Kontrolujou – (CD, 2002, Cecek Records)
- Deštivá ulice – (CD, 2004)
- Destroyself – (CD, 2005, Cecek Records)
- 4 promile tribut – (CD, 2005, CV Records)
- Neosymbolic – (CD, 2008, Attack Sound production SK)
- Terrores Magicos (CD, 2009, Rainy Street Records)
- Optimistic Horror – (CD, 2010, Rainy Street Records)
- Rainy Riot - (2CD, 2012, Rainy Street Records)
- The Good the Bad and the Rockandroll – (CD, 2014, Rainy Street Records)